# Barbudinho
Barbudinho (nome científico: Phylloscartes eximius) é uma espécie de ave da família dos tiranídeos. Pode ser encontrada na Argentina, Brasil, e Paraguai.